# Château d'Alcalá la Vieja
Le château d'Alcalá la Vieja est situé à la limite de la municipalité d'Alcalá de Henares et dans la partie orientale de la Communauté de Madrid (Espagne). Il s'agit d'une forteresse médiévale, construite par les Arabes et dont les premières références datent du Xe siècle. Des anciennes fortifications, ils ne reste seulement aujourd'hui qu'une tour de défense, récemment restaurée, et des vestiges de quelques autres tours, qui, elles, sont en ruine.

## Toponymie
Le château est d'origine andalouse. Il prend son nom du terme arabe Al-Qalat (qui signifie forteresse), et qui par extension est historiquement appliqué à la ville d'Alcalá de Henares, l'antique cité romaine de Complutum.
Le qualificatif de la Vieja (la Vieille en français) fait référence à l'état d'abandon dans lequel la fortification est tombée à partir du XIIIe siècle.

## Localisation
Le château est construit sur un promontoire argileux connu sous le nom de Cerro del Castillo, à 630 m d'altitude, sur la rive sud la rivière Henares. Le site est localisé entre les collines Ecce Homo (es) (836 m) et Malvecino (698 m), dans l'Alcarria de Alcalá (es). Le site se situe aux alentours de l'ermitage Nuestra Señora del Val.

## Histoire
Le château d'Alcalá la Vieja est, à l'origine, une simple tour de guet que les Arabes construisent, à la fin du Xe siècle pendant le califat d'Al-Hakam II, pour défendre l'accès à la rivière Henares devant l'avancée des royaumes chrétiens vers les terres d'Al-Andalus. La première mention dans les sources écrites apparaît peu de temps après, en l'an 1009. La tour de guet est construite à un emplacement stratégique au sommet d'une colline sur la rive sud de la rivière Henares qui sert comme frontière naturelle et permet le contrôle de l'axe Tolède-Saragosse de par son intégration à la frontière médiane d'Al-Andalus.
Autour de cette tour de guet, est construit un bourg fortifié, connu sous le nom de Qal'at'Abd al-Salam, à la suite de l'abandon progressif de la cité de Complutum, fondée par les Romains. Le site romain étant situé de l'autre côté de la rivière, il est potentiellement plus vulnérable à de possibles attaques provenant des régions du nord.
En 1118, Qal'at'Abd al-Salam tombe aux mains des Chrétiens, après un siège mené depuis les collines Malvecino et de La Veracruz, et passe sous la direction de l'archidiocèse de Tolède. La reprise du développement urbain est facilitée par le retour de la population dans l'agglomération urbaine de Campo Laudable (es). 
Néanmoins, la forteresse construite par les Arabes continue à jouer un rôle important au cours du processus de repeuplement de la région jusqu'au XVe siècle. Plusieurs transformations sont décidées concernant le château entre le XIVe et le XVe siècle. Les plus importantes sont réalisées sous l'impulsion de Pedro Tenorio (es), archevêque de Tolède.
Aux siècles suivants, la forteresse perd peu à peu de son importance, jusqu'à être complètement abandonnée et être laissée à l'état de ruines,.

## Description
Le château d'Alcalá la Vieja occupe toute la surface disponible de la colline, d'une superficie approximative de deux hectares. Au Moyen Âge, le château bénéficie d'une muraille délimitée, à des intervalles variant entre 10 mètres et 35 mètres, par des tours rectangulaires. À notre époque, seule une partie du mur et les vestiges de neuf tours sont visibles, dont seulement deux restent debout.
La première d'entre elles est une tour albarrane du XIVe siècle séparée du mur et située à côté de l'accès principal de l'enceinte qu'elle défend. Construite en pierres de taille, brique et chaux, elle est restaurée par le ministère de la Culture en 1984. La deuxième tour, située au point culminant de la colline et partiellement restaurée, a un plan rectangulaire et a été construite avec des pierres de taille réutilisées. L'éboulement du mont à cet endroit a emporté, à une date indéterminée, la partie extérieure de la tour. Lors de sa restauration, de la boue est utilisée.
À l'intérieur de l'ancienne enceinte, des vestiges de trois silos et d'une citerne souterraine rectangulaire ont été retrouvés. La citerne est surplombée d'une voûte en berceau soutenue par des arcs-doubleau.
Sous la protection de la forteresse, que ce soit à l'époque musulmane ou à l'époque chrétienne, et occupant les collines attenantes, s'élève un noyau urbain dont la superficie est estimée à 28 ha. Il est composé de deux faubourgs qui sont habités jusqu'au XVIe siècle. Le premier se situe au-dessus du château et l'autre, beaucoup plus étendu, de l'autre côté du ravin à côté duquel est construit le château,.
|                                            |
| Essai historique de José Demetrio Calleja. |

|                                                                            |
| Las cuevas de Alcalá la Vieja de López Bruguera et Gutiérrez Muñiz (1889). |

#### Ouvrages
- (es) José Demetrio Calleja, Alcalá la Vieja : ensayo histórico o apuntes para una monografía de aquel castillo, Guadalajara, Imp. de la Diputación Provincial, 1897 (lire en ligne). .
- (en) M. Ramírez Galán, If the archaeological context is missing : the use of LiDAR prospection to uncover features at the medieval Christian position on Malvecino Hill (Alcalá de Henares, Spain). Archaelogical Prospection, 2020 (lire en ligne). .
- (en) M. Ramírez Galán et M. Benítez Galán, Stone projectiles from the siege of Alcalá la Vieja (Spain) and likely trebuchet placement. Archaeometry, 2020 (lire en ligne). .
- (es) M. Presas Vías, E. Serrano Herrero et M. Torra Pérez, Memoria de las excavaciones arqueológicas realizadas en el yacimiento de Alcalá La Vieja (Alcalá de Henares, Madrid), 2009. .

#### Articles
- (es) M. A. López Marcos, M. M. Presas Vías, E. Serrano Herrero et M. Torra Pérez, « La fortaleza de Qal‘at ‘Abd as-Salam. La recuperación de una dignidad perdida », Arqueología de la Arquitectura,‎ 2013 (lire en ligne, consulté le 10 juillet 2021). .
- (es) M. Ramírez Galán et R. Montalvo Laguna, « Alcalá la Vieja: localizando un campo de batalla en el Parque de los Cerros de Alcalá », Congreso de Arqueología de los campos de batalla, 27 y 28 de octubre de 2017,‎ 2017. .
- (es) M. Ramírez Galán et R. Montalvo Laguna, « Las posiciones cristianas de los cerros de Malvecino y de La Veracruz en el asedio de Alcalá la Vieja: Un estudio de visibilidad », Cuadernos de Prehistoria y Arqueología, vol. 45,‎ 2019, p. 249-266 (lire en ligne, consulté le 16 juillet 2021). .
- (es) L. Torres Balbás, « Qal'at 'Abd Al-Salam y Alcalá de Henares », Boletín de la Real Academia de la Historia,‎ 1959, p. 155-188 (lire en ligne, consulté le 5 juillet 2017). .
- (es) J. Zozaya Stabel-Hansen, « Excavaciones en la fortaleza de Qal‘at ‘Abd-al-Salam (Alcalá de Henares, Madrid) », Noticiario Arqueológico Hispánico,‎ 1983, p. 411-529. .

#### Chapitres
- (es) M. Á. López Marcos, M. M. Presas Vías, E. Serrano Herrero et M. Torra Pérez, « Excavaciones y conservación preventiva en la fortaleza de Alcalá la Vieja (Alcalá de Henares, Madrid) », dans Actas de las octavas jornadas de patrimonio arqueológico de la Comunidad de Madrid, Madrid, 2011, p. 235-246. .
- (es) M. Ramírez Galán, R. Montalvo Laguna et M. Benítez Galán, « The Battle of Alcalá La Vieja. Location and Understanding of a Medieval Battle », dans N. Moreira, M. Derderian et A. Bissonnette, Fields of conflict : 10th Biennial International Conference 2018, Mashantucket Pequot Museum & Research Center, 2019, p. 3:26-43. .
- (es) M. Ramírez Galán et R. Montalvo Laguna, « Reinterpretando el campo de batalla de Alcalá la Vieja », dans M. Alcántara, M. García Montero et F. Sánchez López, Memoria del 56º Congreso Internacional de Americanistas, Salamanque, Université de Salamanque, 2018 (ISBN 978-84-9012-915-9, lire en ligne), p. 172-186. .